# Рыбное хозяйство Бутана
Важным источником продовольствия в Бутане является рыболовство, как в холодноводных ручьях и озерах (в основном форель), так и в тепловодных водоемах (в основном карп).

## Рыбная промышленность
О растущем спросе на рыбу в качестве пищевой добавки сообщалось в середине 1970-х годов после проведенного ФАО в 1974 году исследования аквакультуры и в 1976 году обследования рек и озер для определения запасов рыбы. В то время было развито рыболовство, и карпа завозили из Ассама. В 1977 году Департамент животноводства разработал Программу развития рыболовства, первоначально для обеспечения рек промысловой рыбой и для развития коммерческого потенциала в качестве долгосрочной цели.
В период с 1979 по 1987 год ежегодно вылавливалось или производилось в среднем 1000 тонн рыбы. Еще одно обследование ФАО было проведено в 1981 году, и правительство впервые включило развитие рыболовства в Пятый план развития.
Проект комплексного развития рыболовства был начат в Циранге в 1985 году. Национальный центр выращивания рыбы в теплой воде поставлял рыбу фермерам, и на рыбных промыслах было произведено около двадцати одной тонны карпа для местного и национального потребления. Для контроля за рыбалкой в холодной воде Департамент лесного хозяйства выдал лицензии на рыбную ловлю и ввел в действие сезонные запреты и запреты на размер рыбы.